# Konferencja teherańska
Konferencja teherańska – spotkanie przywódców koalicji antyhitlerowskiej (tzw. wielkiej trójki): prezydenta USA Franklina Delano Roosevelta, premiera Wielkiej Brytanii Winstona Churchilla i przywódcy ZSRR Józefa Stalina w Teheranie w dniach 28 listopada – 1 grudnia 1943 roku.
Była to pierwsza z trzech – poświęconych walce z hitlerowską III Rzeszą – konferencji wielkiej trójki. Po niej odbyły się jeszcze dwie: konferencja jałtańska (luty 1945) oraz konferencja poczdamska (lipiec-sierpień 1945).

## Postanowienia
- USA i Wielka Brytania zobowiązały się do:
  - utworzenia drugiego frontu we Francji, w maju 1944 roku.
  - udzielenia pomocy oddziałom Tity w Jugosławii, przy jednoczesnym wycofaniu poparcia dla czetników i rezygnacji z inwazji na Bałkanach (poza Grecją przydzieloną do brytyjskiej strefy operacyjnej).
- Ustalono nową granicę wschodnią Polski i ZSRR na tak zwanej linii Curzona.
- Rozmawiano także o utworzeniu Organizacji Narodów Zjednoczonych oraz o Europejskiej Komisji Doradczej, która miała zadecydować o powojennych losach Niemiec; Stalin zażądał dodatkowo wydzielenia sowieckiej strefy wpływów w Europie wschodniej i krajach nadbałtyckich.
- Ustalono ponadto, że żadna ze stron nie zawrze separatystycznego pokoju z Niemcami, dążąc do bezwarunkowej kapitulacji i likwidacji III Rzeszy.
- Dokonano podziału krajów Europy na alianckie strefy operacyjne – na mocy międzyalianckich uzgodnień Polska znalazła się w strefie operacyjnej Armii Czerwonej.
- Ustalono, iż Niemcy zostaną podzielone na strefy okupacyjne, zaś  radziecka strefa okupacyjna Niemiec  przylegać będzie do Polski, przez którą przebiegały linie komunikacyjne do tej strefy, co de facto przesądzało losy Polski. Ze względu na odbywające się jesienią 1944 roku w USA wybory prezydenckie, na prośbę prezydenta Roosevelta liczącego na głosy Polonii amerykańskiej utajniono postanowienia wielkiej trójki w kwestii polskiej.

Konferencją analogiczną do spotkań wielkiej trójki, ale dotyczącą Dalekiego Wschodu była konferencja kairska w dniach 22-26 listopada 1943 roku.